# Lucquy
 Lucquy  es una población y comuna francesa, en la región de Champaña-Ardenas, departamento de Ardenas, en el distrito de Rethel y cantón de Novion-Porcien.

## Demografía
| 726 | 631 | 607 | 501 | 455 | 489 |
| Para los censos de 1962 a 1999 la población legal corresponde a la población sin duplicidades (Fuente: INSEE [Consultar]) |     |     |     |     |     |

### Habitajes
En 2007 había 254 habitajes, de los cuales 221 eran habitajes principales de la familia, 6 eran segundas residencias y 27 estaban desocupados. De todos ellos, 192 eran casas y 61 eran apartamentos. De los 221 habitajes principales, 155 estaban ocupados por sus propietarios, 63 estaban alquilados y ocupados por los inquilinos, y 3 habían sido cedidos a título gratuito; 11 tenían dos habitaciones, 35 tenían tres, 60 tenían cuatro, y 115 tenían cinco o más habitaciones. 175 habitajes disponían de una plaza de aparcamiento. En 108 habitajes había un automóvil, y en 77 había dos o más vehículos.

## Urbanismo

### Tipología
Lucquy es una comuna rural. Pertany a les comunes poc o molt poc denses, segons l'INSEE. 
La comuna no pertenece a la zona de atracción de ninguna ciudad. Pese a ello, Lucquy es una localidad más o menos cercana a algunas ciudades más importantes, como Rethel (10 km), Charleville-Mézières (37 km), Reims (51 km) o Châlons-en-Champagne (76 km). Se encuentra a 200 km de París, y respecto a Bélgica, se encuentra a 52 km de la frontera pasando por Pussemange, en Vresse-sur-Semois, a 58 de la frontera de Le Brûly, en Couvin, a 119 de Charleroi, a 145 de Namur, y a 187 de Bruselas. Respecto a Luxemburgo, se encuentra a 116 km de la frontera de Rodange, en Pétange, y a 150 km de Luxemburgo.

### Ocupación de los suelos
La ocupación de los suelos de la comuna, tal como aparece en la base de datos europea de ocupación biofísica de los suelos CORINE Land Cover (CLC), está marcada por la importancia de los territorios agrícolas (88,1 % en 2018), una proporción idéntica a la de 1990 (88,1 %). La repartición detallada en 2018 era la siguiente: 
tierras cultivables (82,1 %), zonas urbanizadas (11,9 %), zonas agrícolas heterogéneas (4 %), praderías (2 %).
El Instituto nacional de la información geográfica y forestal (IGN) pone a disposición de la ciudadanía una herramiente en la red que permite comparar la evolución de la ocupación de los suelos de la comuna. Se puede acceder a varias épocas: la carte de Cassini (siglo XVIII), la carte d'état-major (1820-1866) y el período actual (desde 1950).

## Historia
Lucquy aparece en la carte de Cassini como aldea. La comuna de Lucquy (como entidad de población independiente) fue creada en 1793, probablemente a partir del territorio de la comuna de Faux. En 1828, les comunas de Lucquy y de Faux fueron unificadas, dando lugar a la comuna de Faux-Lucquy, suprimida en 1871 para formar dos comunas distintas, Lucquy y Faux.

### Política y administración
| Inicio de mandato | Fin de mandato | Alcalde          | Partido       |
| ----------------- | -------------- | ---------------- | ------------- |
| Octubre de 1944   | Marzo de 1948  | Gaston Venet     | SFIO          |
|                   |                |                  |               |
| Marzo de 2001     | Marzo de 2008  | Michel Ducat     | Independiente |
| Marzo de 2008     | En el cargo    | Alain Lamorlette | Independiente |